# FIGLA
FIGLA (англ. Folliculogenesis specific bHLH transcription factor) – білок, який кодується однойменним геном, розташованим у людей на короткому плечі 2-ї хромосоми.  Довжина поліпептидного ланцюга білка становить 219 амінокислот, а молекулярна маса — 24 123.
| 10         |  | 20         |  | 30         |  | 40         |  | 50         |
| ---------- |  | ---------- |  | ---------- |  | ---------- |  | ---------- |
| MDPAPGVLDP |  | RAAPPALLGT |  | PQAEVLEDVL |  | REQFGPLPQL |  | AAVCRLKRLP |
| SGGYSSTENL |  | QLVLERRRVA |  | NAKERERIKN |  | LNRGFARLKA |  | LVPFLPQSRK |
| PSKVDILKGA |  | TEYIQVLSDL |  | LEGAKDSKKQ |  | DPDEQSYSNN |  | SSESHTSSAR |
| QLSRNITQHI |  | SCAFGLKNEE |  | EGPWADGGSG |  | EPAHACRHSV |  | MSTTEIISPT |
| RSLDRFPEVE |  | LLSHRLPQV  |  |            |  |            |  |            |

A: Аланін

C: Цистеїн

D: Аспарагінова кислота

E: Глутамінова кислота

F: Фенілаланін

G: Гліцин

H: Гістидин

I: Ізолейцин

K: Лізин

L: Лейцин

M: Метіонін

N: Аспарагін

P: Пролін

Q: Глутамін

R: Аргінін

S: Серин

T: Треонін

V: Валін

W: Триптофан

Кодований геном білок за функцією належить до білків розвитку. 
Задіяний у таких біологічних процесах як транскрипція, регуляція транскрипції, диференціація, поліморфізм. 
Білок має сайт для зв'язування з ДНК. 
Локалізований у ядрі.